# WetenWeek
De WetenWeek was van 1986 tot en met 2007 een jaarlijks in Nederland terugkerend evenement, waarbij diverse instellingen met een wetenschappelijke achtergrond hun deuren open stelden voor het publiek. Het doel van het evenment was om een breed publiek kennis te laten maken met wetenschap en technologie.
Over het algemeen viel de Wetenweek in de herfstvakantie. Ongeveer 250.000 mensen maakten in deze week gebruik van de mogelijkheid om een universiteit, bedrijf of museum te bezoeken. De organisatie van de WetenWeek gebeurde door de Stichting Nationaal Centrum voor Wetenschap en Technologie in Amsterdam.
De WetenWeek stond elk jaar in het teken van een thema. In 2006 was dat Energie, in 2007 was het thema Topje van de IJsberg.
Vanaf 2008 is de WetenWeek omgezet in een evenement gedurende de hele maand oktober. De nieuwe naam voor het evenement was “Oktober Kennismaand”. Vanaf 2012 is de naam Weekend van de Wetenschap. Dit weekend wordt sinds dat jaar in het eerste weekend van oktober georganiseerd door het in 1997 geopende wetenschappelijke museum NEMO in Amsterdam.